# Oederemia miltina
Oederemia miltina är en fjärilsart som beskrevs av Rudolf Püngeler 1902. Oederemia miltina ingår i släktet Oederemia och familjen nattflyn. Inga underarter finns listade i Catalogue of Life.